# Einmal im Leben – Geschichte eines Eigenheims
Einmal im Leben – Geschichte eines Eigenheims ist ein dreiteiliger Fernsehfilm von Dieter Wedel aus dem Jahr 1972. Er wurde vom NDR produziert und sein erster Teil am 16. Januar 1972 im Ersten ausgestrahlt.

## Handlung
Der Diplom-Ingenieur Bruno Semmeling wohnt mit seiner Frau Trude und seinem Sohn in einer Altbauwohnung in Hamburg. Da die Miete erhöht werden soll, beschließt er, wie ein Arbeitskollege und andere Bekannte auch, ein Haus zu bauen. Das Vorhaben soll durch die Bank finanziert werden, mittels mehrerer Bausparverträge und einer geringen Summe Eigenkapital.
Zunächst erwirbt Semmeling ein Baugrundstück in Henstedt. Der Baugrund erweist sich im Nachhinein jedoch als so feucht, dass nicht einkalkulierte Drainageleitungen gelegt werden müssen, was den Baubeginn verzögert. Nachdem das Beton-Fundament gegossen ist und die Mauern auf Kellerhöhe hochgezogen sind, bemerkt der Nachbar, dass das Fundament zur Vermeidung von Wasserschäden höher gelegt wurde als in der Baugenehmigung vorgesehen. Er klagt, und das Fundament muss wieder eingerissen werden. Der Bau beginnt von Neuem, nun bereits mit erheblicher Verzögerung.
Die korrupte Baufirma Wumme, die durch die vom Architekten manipulierte Ausschreibung den Auftrag zum Bau des Hauses erhält, verschleppt den Bau ebenfalls immer weiter, da der (finanziell einträglichere) Bau einer Wohnsiedlung vorrangig behandelt wird. Die Kosten für Bau und Einrichtung steigen durch die Verzögerung ebenfalls immer weiter, was z. B. mit steigenden Rohstoff- und Materialpreisen begründet wird.
Schließlich kann Familie Semmeling erst mehrere Monate nach dem geplanten Einzugstermin die bereits gekündigte Wohnung verlassen und das neue Haus beziehen. Am Ende haben sich die anfangs kalkulierten Baukosten erheblich erhöht und Semmelings sind beträchtlich verschuldet, jedoch auch froh und stolz, nun endlich im eigenen Haus leben zu können.

## Hintergrund

### Machart
Der Film benutzt zahlreiche Varianten des Brecht’schen Verfremdungseffekts: So zeigt er die Doppelzüngigkeit der mit dem Bau beauftragten Unternehmer und Handwerker, indem sie sich immer wieder direkt an den Zuschauer wenden, um ihre fragwürdige Handlungsweise zu erklären. Daneben gibt es halbdokumentarische Elemente (wiederholte Auflistung der laufenden Baukosten als Rechnung im Bildvordergrund; Namensuntertitelung sprechender Personen; gestellte Interviews) und dokumentarische Elemente (Zeitungsausschnitte und Fernsehszenen, die sich mit dem Problem der Anfang der 1970er Jahre in westdeutschen Großstädten steigenden Mieten befassen).
Im Film werden mehrmals fragwürdige Praktiken des bekannten Hamburger Wohnungsunternehmens Neue Heimat thematisiert, mit Namensnennung – zehn Jahre vor der Neue-Heimat-Affäre.

### Drehorte
Die Aufnahmen fanden überwiegend in Hamburg und Henstedt-Ulzburg statt.
Der Bungalow der Familie Semmeling entstand am damaligen Ortsrand von Rhen, dem südlichsten Ortsteil der Gemeinde Henstedt-Ulzburg, 15 km nördlich von Hamburg gelegen. Die nach dem Film asphaltierte Wohnstraße heißt heute An der Alsterquelle. Sowohl an das Wohnhaus der Semmelings als auch an das Nachbarhaus des Ehepaars Hassert wurde in der Folgezeit ein jeweils baugleicher weiterer Bungalow angebaut.

## Erfolg
Der an drei aufeinanderfolgenden Sonntagen im Abendprogramm der ARD gesendete Dreiteiler war ein Straßenfeger. Er erreichte bei der Erstausstrahlung Einschaltquoten von bis zu 68 % bzw. 27 Millionen Zuschauern.
Dieser ungewöhnlich große Erfolg beruht auf der Tatsache, dass ein Großteil der Häuslebauer sich in der Familie Semmeling wiedererkannte. Ein anderer Teil konnte sich nach der Serie im Besitz eines besseren Wissens wähnen, nach dem Motto: „Ich weiß nun, was da läuft, das kann mir nicht passieren.“